# هامبستيد (ماريلاند)
هامبستيد (بالإنجليزية: Hampstead, Maryland)‏ هي بلدة تقع في مقاطعة كارول (ماريلاند) بولاية ماريلاند في الولايات المتحدة. تبلغ مساحتها 8.31 (كم²)، وترتفع عن سطح البحر 283 م، بلغ عدد سكانها 6323 نسمة في عام 2010 حسب إحصاء مكتب تعداد الولايات المتحدة وتصل الكثافة السكانية فيها 765.3 نسمة/كم2.

## التركيبة السكانية
قام مكتب تعداد الولايات المتحدة بتحديد بيانات التركيبة السكانية لهامبستيد في تعداد الولايات المتحدة. في ما يلي، التركيبة السكانية حسب تعدادي 2000 و2010.

### تعداد عام 2000
بلغ عدد سكان هامبستيد 5,060 نسمة بحسب تعداد عام 2000، وبلغ عدد الأسر 1,787 أسرة وعدد العائلات 1,327 عائلة مقيمة في البلدة. في حين سجلت الكثافة السكانية 1,887.1 نسمة لكل ميل مربع (728.6/كم2). وبلغ عدد الوحدات السكنية 1,851 وحدة بمتوسط كثافة قدره 690.3 نسمة لكل ميل مربع (266.5/كم2).
وتوزع التركيب العرقي للبلدة بنسبة 97.79% من البيض و 0.06% من الأمريكيين الأصليين و 0.51% من الأمريكيين ذوي الأصول الآسيوية و 0.79% من الأمريكيين الأفارقة و 0.79% من عرقين مختلطين أو أكثر.
بلغ عدد الأسر 1,787 أسرة كانت نسبة 50.7% منها لديها أطفال تحت سن الثامنة عشر تعيش معهم، وبلغت نسبة الأزواج القاطنين مع بعضهم البعض 59.3% من أصل المجموع الكلي للأسر، ونسبة 11.4% من الأسر كان لديها معيلات من الإناث دون وجود شريك، وكانت نسبة 25.7% من غير العائلات. تألفت نسبة 21.6% من أصل جميع الأسر من أفراد ونسبة 6.7% كانوا يعيش معهم شخص وحيد يبلغ من العمر 65 عاماً فما فوق. وبلغ متوسط حجم الأسرة المعيشية 3.32، أما متوسط حجم العائلات فبلغ 2.83.
بلغ العمر الوسطي للسكان 31 عاماً. وكانت نسبة 34.7% من القاطنين تحت سن الثامنة عشر، وكانت نسبة 5.8% بين الثامنة عشر والأربعة وعشرون عاماً، ونسبة 39.5% كانت واقعةً في الفئة العمرية ما بين الخامسة والعشرون حتى والأربعة وأربعون عاماً، ونسبة 14.2% كانت ما بين الخامسة والأربعون حتى الرابعة والستون، ونسبة 5.8% كانت ضمن فئة الخامسة والستون عاماً فما فوق. يوجد لكل 100 أنثى 94.3 ذكر، ويوجد لكل 100 أنثى في الثامنة عشر من عمرها فما فوق 88.0 ذكر.
بلغ متوسط دخل الأسرة في البلدة 56,655 دولار، أما متوسط دخل العائلة فبلغ 62,460 دولار. وكان متوسط دخل الذكور 45,000 دولار مقابل 30,407 دولار للإناث. وسجل دخل الفرد الخاص بالبلدة 22,730 دولار. وكانت نسبة 1.3% من العائلات ونسبة 2.4% من السكان تحت خط الفقر، وكان من هؤلاء نسبة 1.5% تحت سن الثامنة عشر ونسبة 6.4% في الخامسة والستين من العمر وما فوق.

### تعداد عام 2010
بلغ عدد سكان هامبستيد 6,323 نسمة بحسب تعداد عام 2010، وبلغ عدد الأسر 2,415 أسرة وعدد العائلات 1,658 عائلة مقيمة في البلدة. في حين سجلت الكثافة السكانية 1,982.1 نسمة لكل ميل مربع (765.3/كم2). وبلغ عدد الوحدات السكنية 2,500 وحدة بمتوسط كثافة قدره 783.7 لكل ميل مربع (302.6/كم2).
وتوزع التركيب العرقي للبلدة بنسبة 94.0% من البيض و 0.3% من الأمريكيين الأصليين و 1.4% من الأمريكيين ذوي الأصول الآسيوية و 2.0% من الأمريكيين الأفارقة و 1.5% من عرقين مختلطين أو أكثر.
بلغ عدد الأسر 2,415 أسرة كانت نسبة 42.5% منها لديها أطفال تحت سن الثامنة عشر تعيش معهم، وبلغت نسبة الأزواج القاطنين مع بعضهم البعض 52.8% من أصل المجموع الكلي للأسر، ونسبة 11.4% من الأسر كان لديها معيلات من الإناث دون وجود شريك، بينما كانت نسبة 4.5% من الأسر لديها معيلون من الذكور دون وجود شريكة وكانت نسبة 31.3% من غير العائلات. تألفت نسبة 26.7% من أصل جميع الأسر من أفراد ونسبة 11.1% كانوا يعيش معهم شخص وحيد يبلغ من العمر 65 عاماً فما فوق. وبلغ متوسط حجم الأسرة المعيشية 3.20، أما متوسط حجم العائلات فبلغ 2.62.
بلغ العمر الوسطي للسكان 35.2 عاماً. وكانت نسبة 28.4% من القاطنين تحت سن الثامنة عشر، وكانت نسبة 7.7% بين الثامنة عشر والأربعة وعشرون عاماً، ونسبة 30.1% كانت واقعةً في الفئة العمرية ما بين الخامسة والعشرون حتى والأربعة وأربعون عاماً، ونسبة 23.9% كانت ما بين الخامسة والأربعون حتى الرابعة والستون، ونسبة 9.8% كانت ضمن فئة الخامسة والستون عاماً فما فوق. وتوزع التركيب الجنسي للسكان بنسبة 47.3% ذكور و52.7% إناث.

## وصلات خارجية
- www.townofhampstead.us
- The US50 - Cities and Towns in Maryland State
- Maryland Cities and Towns, Facts, Map, Flag, Colleges, Government, and More